# Blackwall (Londra)

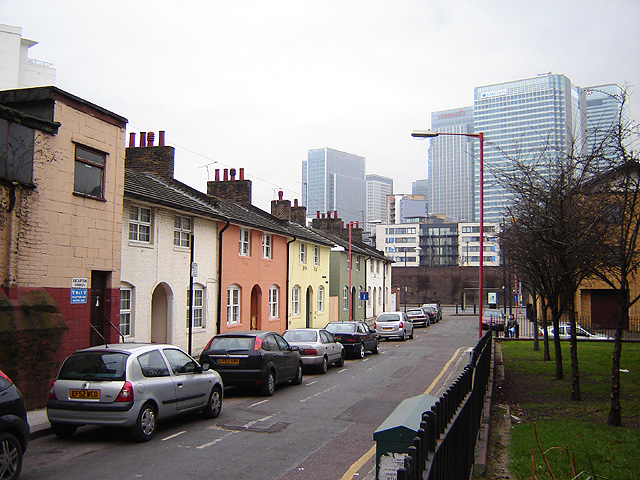
Foto che raffigura una strada di Blackwall

Blackwall è un quartiere dell'East End di Londra, Inghilterra, parte del borgo londinese di Tower Hamlets.
Ubicato a 6 chilometri a est di Charing Cross, il quartiere si trova sulla sponda settentrionale del Tamigi, all'angolo settentrionale dell'Isle of Dogs.
Blackwall è stato un significativo porto nei secoli passati, tanto importante che da Blackwall partivano le navi dirette verso l'oceano. Il 7 giugno 1576 partì da Blackwall Martin Frobisher, finanziato dalla Russia Company, diretto verso il passaggio a nord-ovest.
Per più di quattro secoli, fino al 1987, Blackwall è stato cantiere dove si costruivano e riparavano navi. Questa attività include la Blackwall Yard, la Thames Ironworks and Shipbuilding Company, e la Orchard House Yard. Oggi a Blackwall rimangono delle piccole industrie. L'ultima grande industria fu la Pura Foods, un'industria petrolifera, che chiuse nel 2006.
La London and Blackwall Railway è una ferrovia londinese che parte da Minories ed arriva a Blackwall, coprendo una distanza di circa 4 km. La ferrovia venne originariamente chiamata "The Commercial Railway" (la Ferrovia Commerciale) poiché passava vicino a Commercial Road.
Nel 1968 la London and Blackwall Railway chiuse. Gran parte delle ferrovie di quest'ultima venne usata nel percorso della Docklands Light Railway, che passa per Blackwall e Limehouse.